# Catherine Gonnard
Pour les articles homonymes, voir Gonnard.
Catherine Gonnard, née le 28 avril 1958 à Lille, est une journaliste et essayiste française, spécialisée dans la littérature, l'histoire des femmes et le lesbianisme.

## Biographie
Dans les années 1980, elle participe au Mouvement d'information et d'expression des lesbiennes (MIEL) et à la fondation du Comité d'urgence anti-répression homosexuelle (CUARH). Une partie de ses archives sur les mouvements homosexuels et lesbiens a été versée à la Bibliothèque Marguerite Durand.
De 1980 à 1987, elle participe au comité de rédaction du mensuel Homophonies, puis de 1989 à 1998 elle est rédactrice en chef de Lesbia Magazine. Elle a collaboré régulièrement au magazine Têtu.
Elle a constitué les archives de l'Union des femmes peintres et sculpteurs (1881-1994).
Elle a participé à de nombreux colloques et conférences en France et à l'étranger. Elle a écrit de nombreux articles et communications sur le thème de la littérature, de l'art, des femmes et du lesbianisme,,. Elle s'est aussi intéressée à l'histoire des femmes dans la chanson. Elle est spécialiste des archives audiovisuelles et participe au projet « Genrimages, représentations sexuées et stéréotypes dans l'image » du Centre audiovisuel Simone de Beauvoir.

## Courts métrages
- UFPS, Union des femmes peintres et sculpteurs (53 min), avec Anne-Marie Gourier, Centre audiovisuel Simone de Beauvoir, 2007[12].
- Elula, les hommes on s'en fout (26 min), avec Josée Constantin, production Canal Plus, 2000.
- Lesbien raisonnable (20 min), avec Josée Constantin, production Canal Plus, 1999.

## Publications
- « Inventer son genre dans le langage de la télévision », avec Elisabeth Lebovici, in revue en ligne GLAD ![13], n°1er décembre 2016.
- Vivre de son art, histoire du statut de l'artiste XVe siècle-XXIe siècle, ouvrage collectif sous la direction de Agnès Graceffa, Paris, Hermann, 2012.  (ISBN 9782705683559)
- « Les photographes, des femmes à objectifs », in catalogue de l'exposition Photo, Femmes, féminisme, 1860-2010, collection de la bibliothèque Marguerite Durand, Paris Bibliothèques, 2010.
- (en) « Intersecting views on the Exhibition "elles@centrepompidou" », avec Nathalie Ernoult, in Diogenes, Current perspectives on gender studies, Number 225, volume 57, issue 1, février 2010, Sage Publications.
- « Regards croisés sur "elles@centrepompidou" », avec Nathalie Ernoult, in Diogène, Nouvelles perspectives dans les gender studies, n°225, janvier 2009, PUF.
- « Trois générations : construction d'une artiste », in Charley Toorop, Musée d'art moderne de la ville de Paris, éd. Paris Musées, 2010.
- Simone Baltaxé, aux éditions du Cercle d'art, collection découvrons l'art, Paris, 2009.
- « Les femmes artistes et les institutions avant 1950 », in elles@centrepompidou, artistes femmes dans la collection du musée national d'art moderne, centre de création industrielle, éd. Centre Pompidou, Paris, 2009.
- Préface de l'édition spéciale anniversaire 2009 de Une page de l'histoire de l'art au XIXe siècle, une conquête féministe, Mme Léon Bertaux, d'Edouard Lepage, Imprimerie Française Dangon, Paris, 1911.
- Femmes artistes/artistes femmes, avec Élisabeth Lebovici, Paris, Hazan, 2007.
- Dictionnaire des cultures gaies et lesbiennes, ouvrage collectif sous la direction de Didier Eribon, Paris, Larousse, 2003.
- Comment elles ont pu dire Je, avec Élisabeth Lebovici, catalogue de l'exposition « Claude Cahun », Institut valencien d'art moderne, 2001.
- Homophonies : une sonorité différente, avec Jean-Michel Rousseau, actes du colloque en Sorbonne "Homosexualité et lesbianisme", Editions GKC, 1989.